# Kościół św. Idziego w Czerwonej Wsi
Kościół świętego Idziego w Czerwonej Wsi – rzymskokatolicki kościół parafialny należący do parafii pod tym samym wezwaniem (dekanat krzywiński archidiecezji poznańskiej).
Obecna świątynia została wzniesiona w I połowie XIII wieku. Stanęła ona w miejscu wcześniejszej budowli, ufundowanej zapewne przez Awdańców lub księcia Władysława I Hermana. W 1778 roku ówczesny właściciel wsi Ludwik Chłapowski dobudował od strony zachodniej obecną nawę, natomiast dawna została zamieniona na prezbiterium. pierwotnie była to budowla późnoromańska, następnie została rozbudowana i ujednolicona w stylu późnobarokowym. Dach kościoła jest pokryty blachą, z kolei nad częścią romańską znajdują się dachy: dwu i trzyspadowy. We wnętrzu znajdują się: ołtarz główny w stylu barokowo-klasycystycznym wykonany około 1778 roku, ozdobiona rzeźbą św. Idziego, dwa ołtarze boczne w stylu neobarokowym, tablice epitafijne Chłapowskich: Macieja i jego małżonki Doroty z Rogalińskich oraz Stanisława i jego małżonki Henryki z Morawskich.